# Euxoa perdistincta
Euxoa perdistincta är en fjärilsart som beskrevs av Hans Zerny 1933. Euxoa perdistincta ingår i släktet Euxoa och familjen nattflyn. Inga underarter finns listade i Catalogue of Life.